# Dąbrowa Mała (Dąbrowa Duża)
Dąbrowa Mała – część wsi Dąbrowa Duża w Polsce, położona w województwie wielkopolskim, w powiecie konińskim, w gminie Ślesin.
W latach 1975–1998 Dąbrowa Mała należała administracyjnie do województwa konińskiego.